# Kuupik Kleist
Kuupik Kleist (Qullissat, 1958. március 31.) grönlandi politikus, 2009-től 2013-ig Grönland miniszterelnöke.

## Pályafutása
Édesapja dán nemzetiségű volt, édesanyja viszont a grönlandi őslakos inuitok (eszkimók) köréből származik. 1983-ban a Roskildei Egyetemen szociális munkás diplomát szerzett. 1988-tól 1991-ig újságírást tanított Nuukban.
1996-ban a grönlandi kormányzat külügyi irodájának vezetőjévé nevezték ki. 2001. november 20. és 2007. november 13. között a Folketing tagja volt az Inuit Ataqatigiit (IA) párt színeiben. Az IA egy baloldali párt, amely Grönland Dániától való teljes függetlenségére törekszik.
2007 óta párt elnöke. 2009-ben megnyerték a választást, így Kleist júniusban Grönland 5. miniszterelnöke lett; a poszton Hans Enoksent váltotta.

## Fordítás
- Ez a szócikk részben vagy egészben a Kuupik Kleist című angol Wikipédia-szócikk ezen változatának fordításán alapul.  Az eredeti cikk szerkesztőit annak laptörténete sorolja fel. Ez a jelzés csupán a megfogalmazás eredetét és a szerzői jogokat jelzi, nem szolgál a cikkben szereplő információk forrásmegjelöléseként.